# Kazinga-Kanal
Der Kazinga-Kanal (Kazinga Channel) ist ein breiter, 32 km langer natürlicher Kanal in Uganda, der den Georgsee und den größeren Eduardsee verbindet. 

## Beschreibung

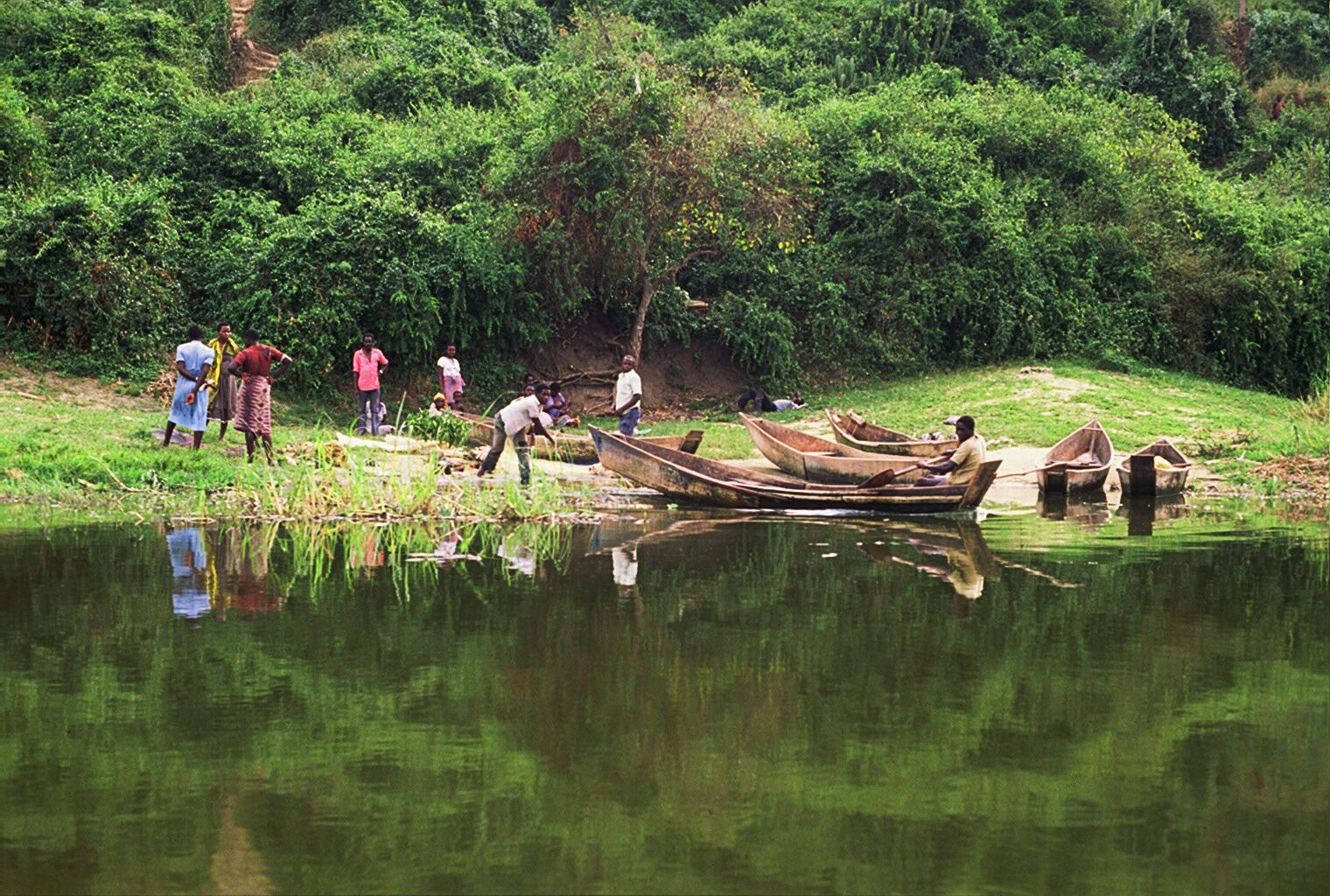
Fischer am Ufer des Kanals

Er ist das dominierende Element des Queen-Elizabeth-Nationalparks und zieht eine Vielzahl von Vögeln und anderen Tieren an. Insbesondere findet man hier eine der weltweit dichtesten Populationen von Flusspferden und Nilkrokodilen. Der Kanal ist daher auch ein beliebtes Ziel des Safari-Tourismus.
Der kleinere Georgsee ist durchschnittlich nur 2,4 m tief und wird hauptsächlich durch Bäche gespeist, die im Ruwenzori-Gebirge entspringen. Durch den Kazinga-Kanal fließt das Wasser weiter in den deutlich größeren und im Schnitt 17 m tiefen Eduardsee. Der Wasserstand des Kanals ist aufgrund des geringen Höhenunterschieds zwischen den beiden Seen relativ konstant.
Die beiden Seen wurden nach den britischen Monarchen Edward VII. und George V. benannt. Vor dessen Umbenennung in Queen-Elizabeth-Nationalpark war der Kanal selbst Namensgeber des 1952 eingerichteten Kazinga-Nationalparks, der beiderseits des Wasserlaufs den Bereich zwischen den beiden Seen umfasst.

## Fauna
2005 verstarb am Kanal eine große Zahl von Flusspferden an den Folgen eines Milzbrand-Ausbruchs. Diese Krankheit kann auftreten, wenn Tiere während der Trockenmonate Überreste von Vegetation fressen und dabei Bakterien aufnehmen, die im trockenen Boden Jahrzehnte überdauern können.

## Weiterführende Links
- Strolling Guides – Kazinga Channel, Fotos und Informationen
- The Kazinga Channel: Hippo Paradise – Wildlife Documentary auf YouTube (englisch)  (Seite nicht mehr abrufbar. Suche in Webarchiven)
- Flusspferd-Paradies in Uganda: Ganz schön viele Viecher. (Video) In: Spiegel TV. 19. Januar 2018, abgerufen am 23. Februar 2018.